# Fosse no 3 des mines de Carvin
La fosse no 3 dite Saint-Louis de la Compagnie des mines de Carvin est un ancien charbonnage du Bassin minier du Nord-Pas-de-Calais, situé à Carvin. Les travaux de fonçage débutent en 1867, et la fosse commence à produire en 1870. Des corons sont bâtis à proximité de la fosse. Les terrils nos 114 et 114A sont édifiés à l'est du carreau. La fosse est détruite durant la Première Guerre mondiale. Des installations plus modestes sont reconstruites. Elle cesse d'extraire en 1943
La Compagnie des mines de Carvin est nationalisée en 1946, et intègre le Groupe d'Oignies. La fosse no 3 est renommée fosse no 13 du Groupe d'Oignies. Elle assure le retour d'air de la fosse no 4 jusqu'à sa fermeture qui intervient en 1955. Le puits est alors remblayé. Le site est reconverti en mine-image afin de former les galibots. Les terrils sont intégralement exploités.
Un lotissement est bâti sur le carreau de fosse. Au début du XXIe siècle, Charbonnages de France matérialise la tête de puits no 3, et y installe un exutoire de grisou. Les sites des terrils sont des espaces verts.

## La fosse

### Fonçage
Le puits de la fosse no 3 est commencé en mai 1867 par la Compagnie des mines de Carvin à Carvin, à l'ouest de la gare de Carvin-Ville, à 833 mètres au sud-est de la fosse no 2, et à 1 600 mètres au sud-sud-est de la fosse no 1.

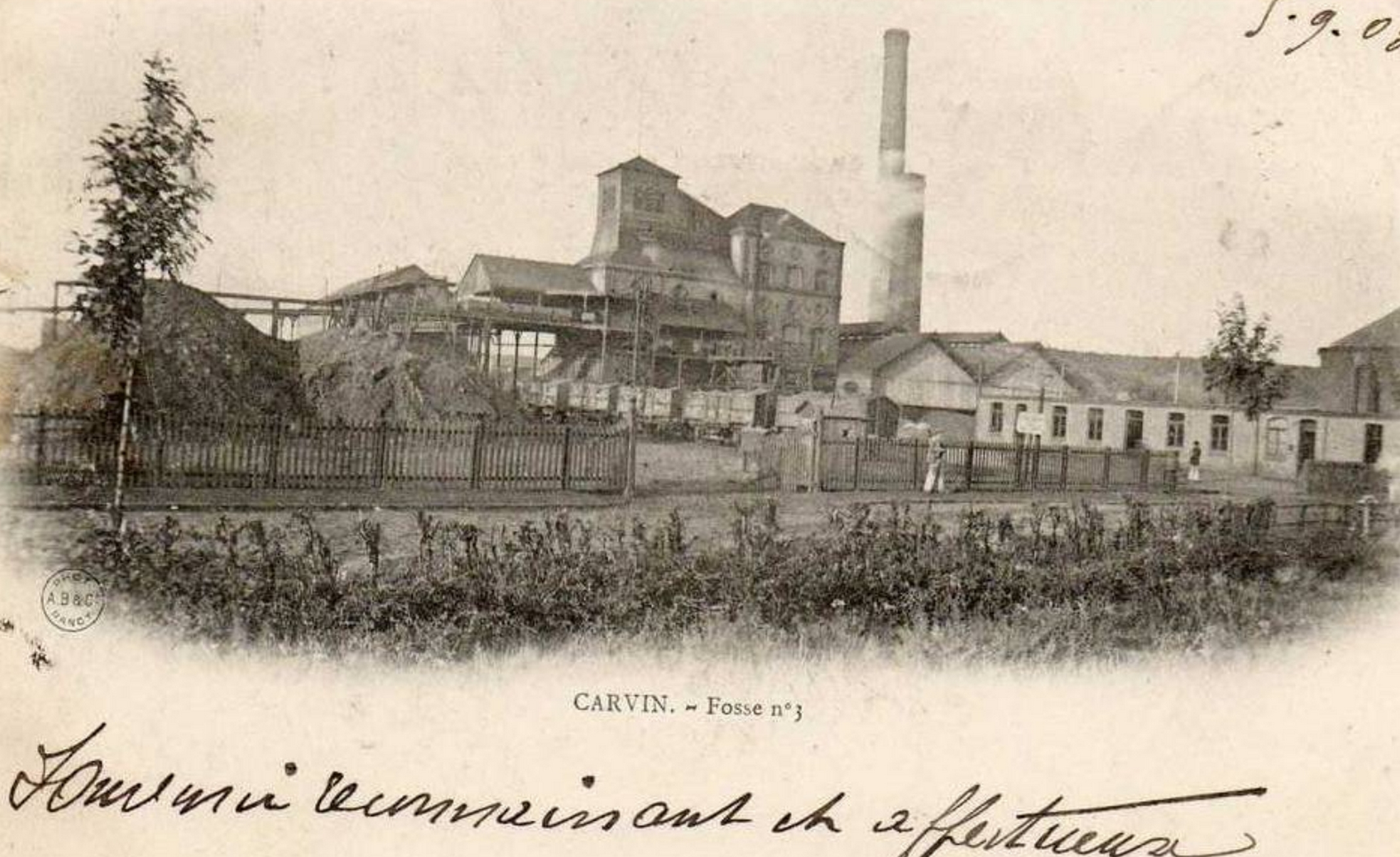
La fosse no 3 dans les années 1900.

Le puits est entrepris à l'altitude de 28 mètres ou de 31,76 mètres. Le creusement du puits dans la craie s'est fait à la poudre, à cause de la dureté des terrains. Cependant, le niveau a fourni plus d'eau que celui des deux fosses. On y a rencontré une couche de schistes de sept mètres d'épaisseur, situés immédiatement au-dessous d'un mur de veine, et complètement remplis de coquilles des genres Productus et Orthis. La venue d'eau maximale de 5 000 m3 par 24 heures a été rencontrée à la profondeur de 57 mètres.
Le cuvelage en bois va jusqu'à la profondeur de 84,23 mètres. Le diamètre utile du puits est de 3,50 mètres. Le terrain houiller est atteint à la profondeur de 138,40 mètres,.

### Exploitation
La fosse commence à extraire en 1870,. Sept veines de charbon maigre sont exploitées. L'accrochage unique est établi à la profondeur de 188 mètres. En dessous de cet étage, les veines sont exploitées jusqu'à l'étage de 290 mètres par une maîtresse descenderie prise dans Grande Veine. Trois faux-étages ont été créés aux profondeurs de 225, 250 et 290 mètres. La fosse no 3 est en communication avec la fosse no 2.
Dans les années 1890, le puits no 3 est profond de 193,24 mètres. La fosse est détruite durant la Première Guerre mondiale, elle est reconstruite dans des proportions plus modestes.
La fosse no 3 cesse d'extraire en 1943.
La Compagnie des mines de Carvin est nationalisée en 1946, et intègre le Groupe d'Oignies. Pour éviter toute confusion avec la fosse no 3 des mines d'Ostricourt sise à Libercourt, la fosse no 3 est renommée fosse no 13 du Groupe d'Oignies. Le puits no 3 assure le retour d'air pour la fosse no 4, sise à 1 054 mètres au sud-ouest, jusqu'en 1955, date à laquelle ses 193,24 mètres sont remblayés. Une mine-image est ensuite bâtie sur le carreau de fosse afin de former les galibots.

### Reconversion
Un lotissement est construit sur le carreau de fosse. Au début du XXIe siècle, Charbonnages de France matérialise la tête de puits no 3, et y installe un exutoire de grisou. Le BRGM y effectue des inspections chaque année. Les seuls vestiges de la fosse sont ses bureaux, reconvertis en logements. Il reste également un poste de coupure.

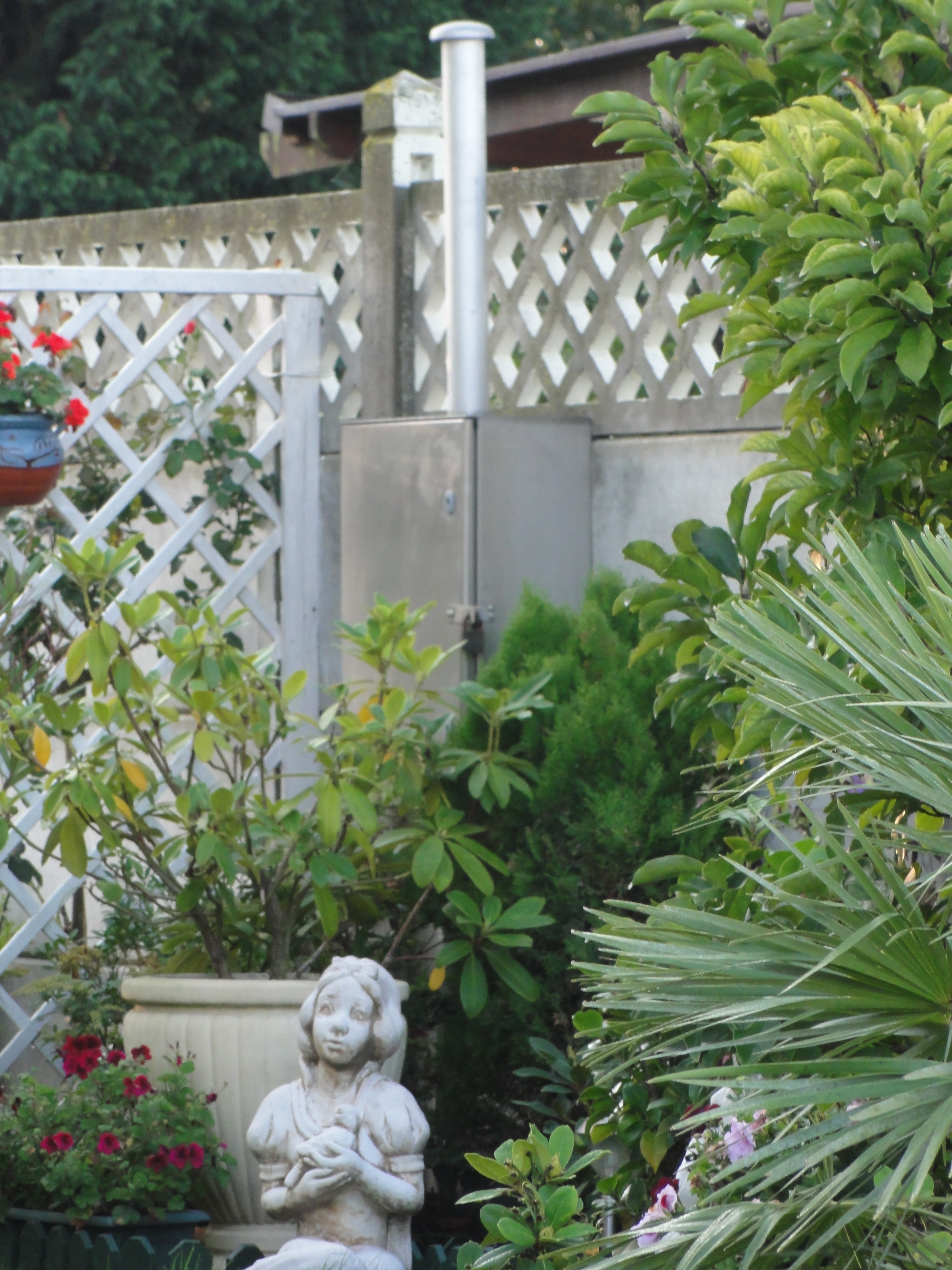
L'exutoire de grisou.
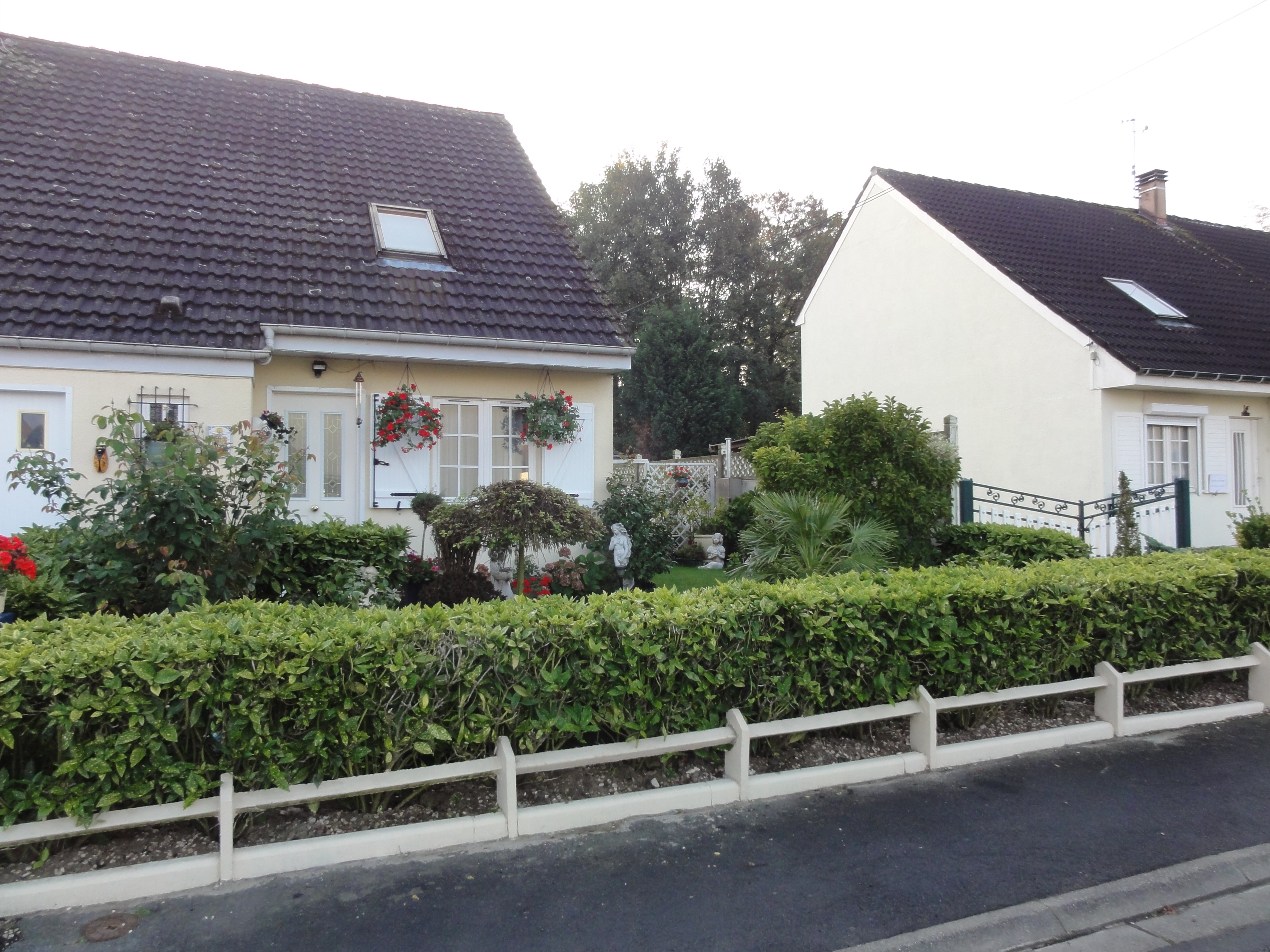
La zone du puits.
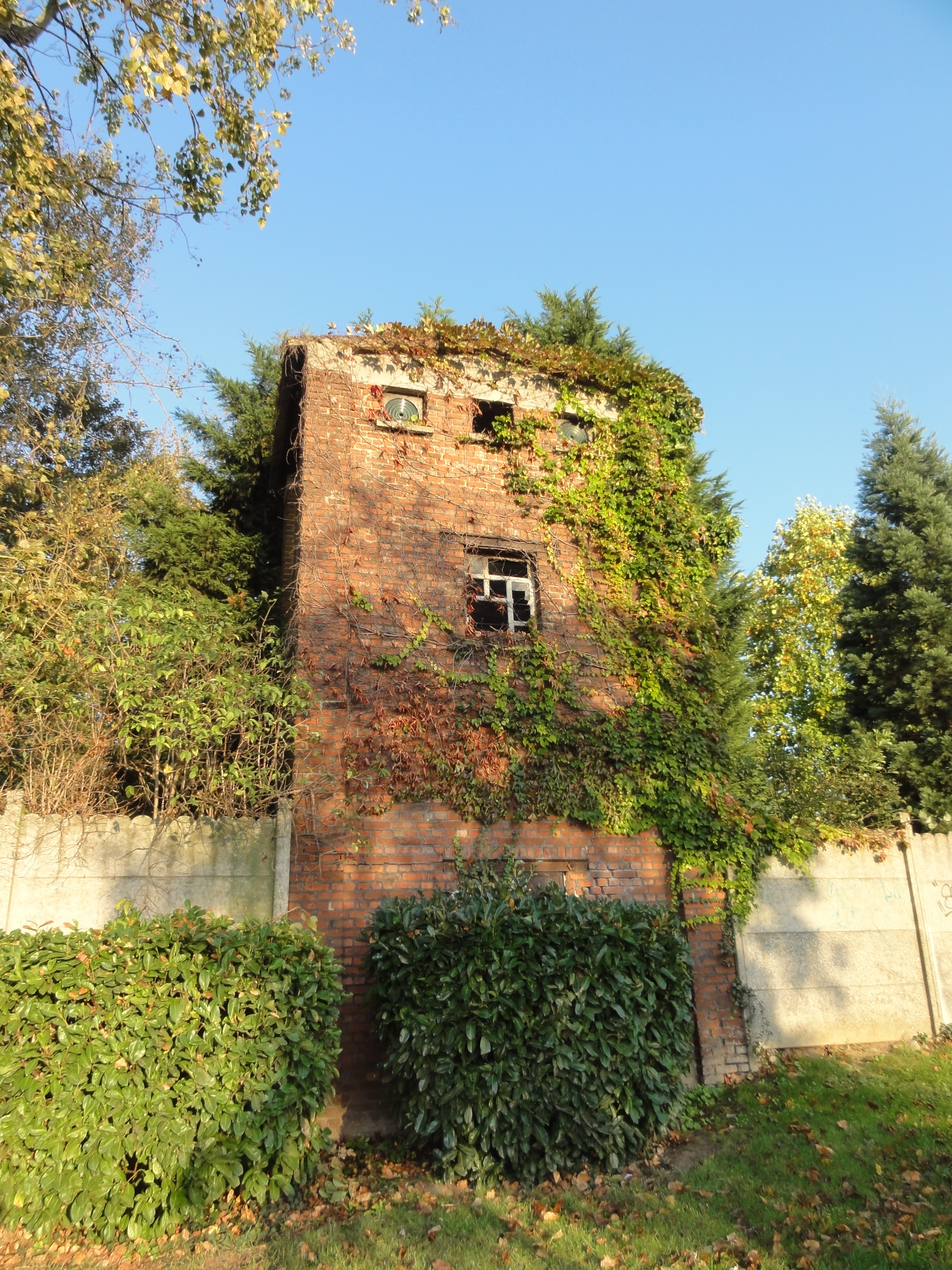
Le poste de coupure.
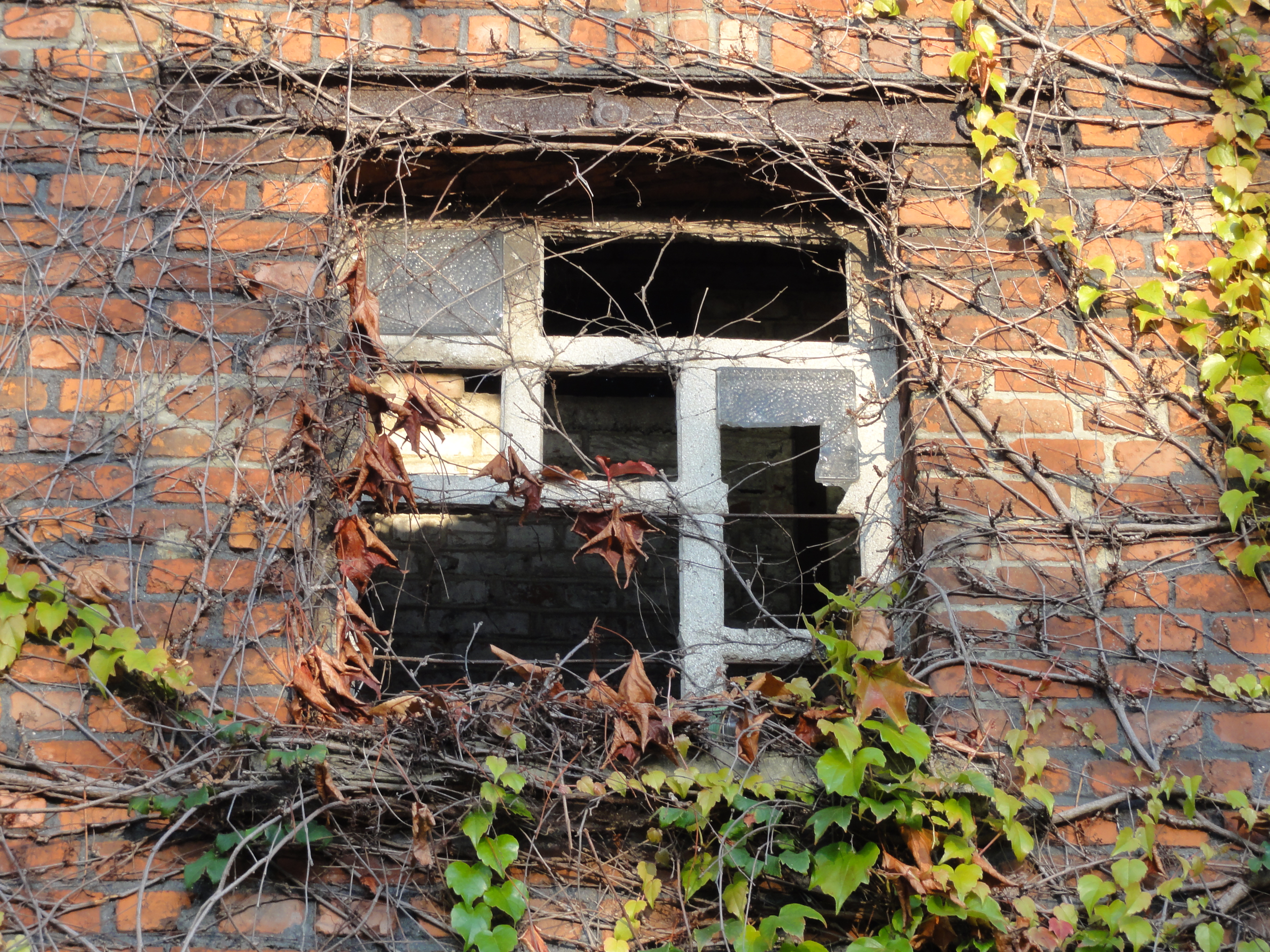
Détail d'une fenêtre.
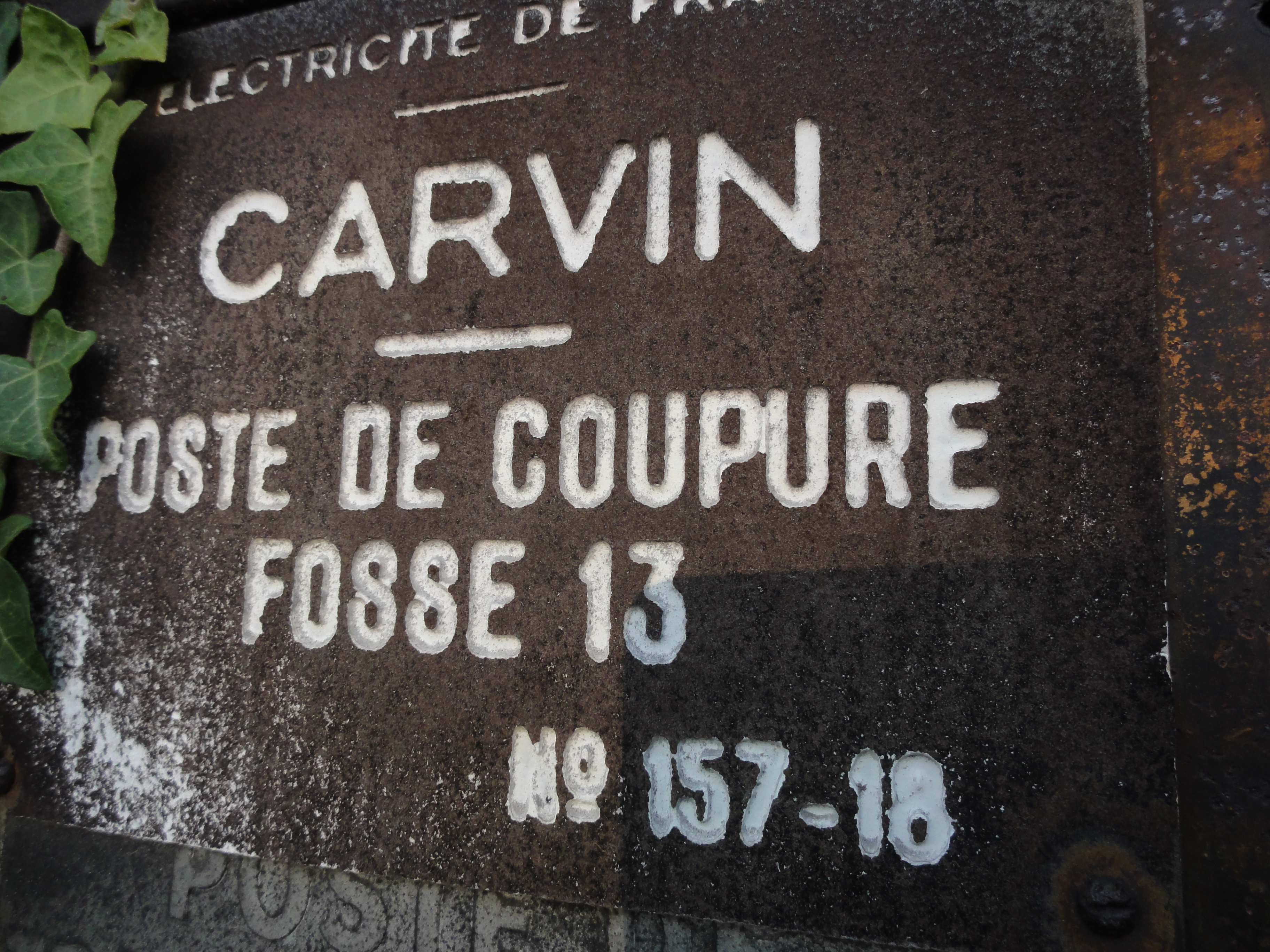
« Carvin, poste de coupure, fosse 13 ».

## Les terrils
Deux terrils résultent de l'exploitation de la fosse.

### Terrilno114, 13 d'Oignies Ouest
50° 29′ 27″ N, 2° 57′ 02″ E

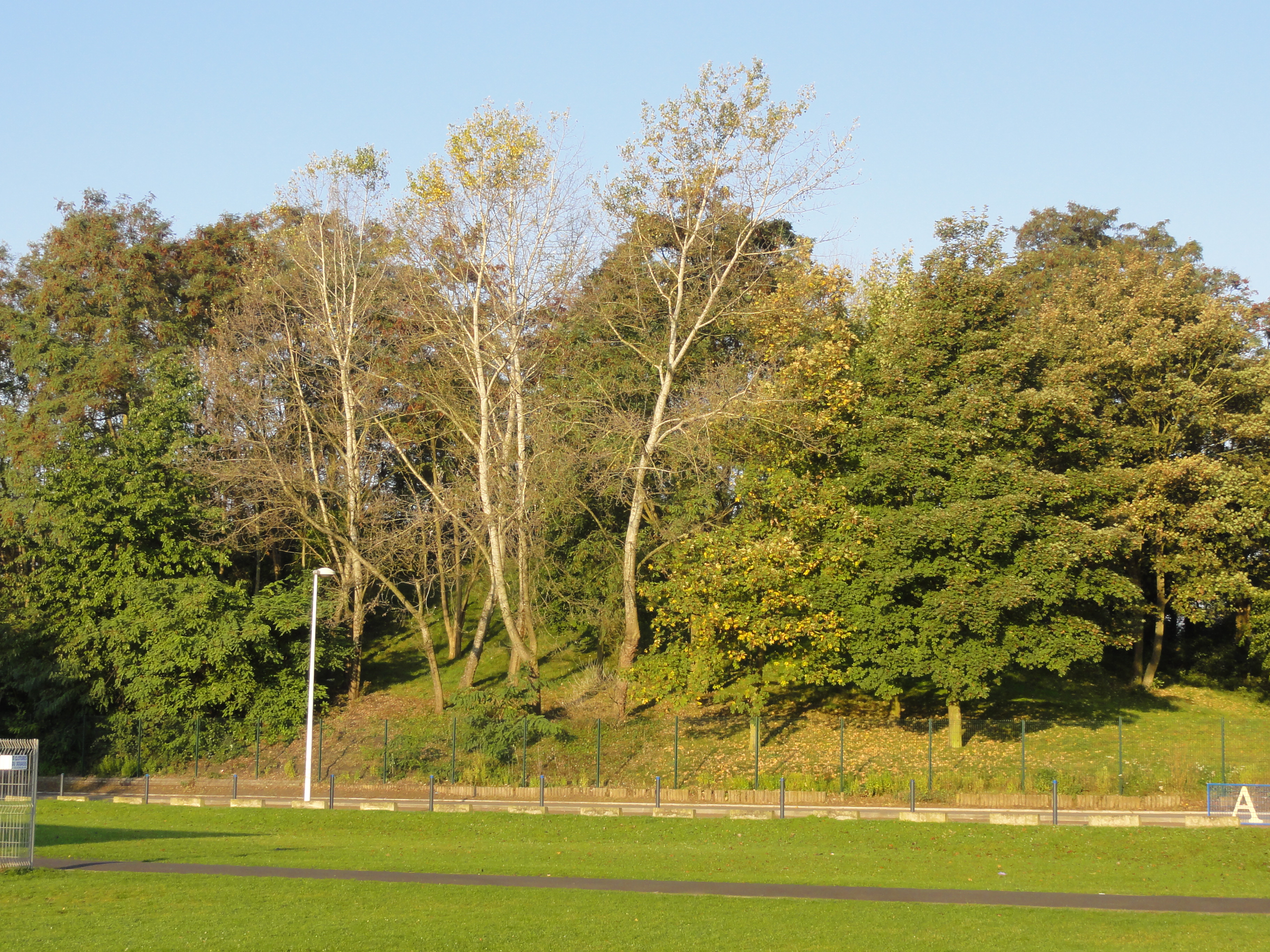
Le terril no 114.

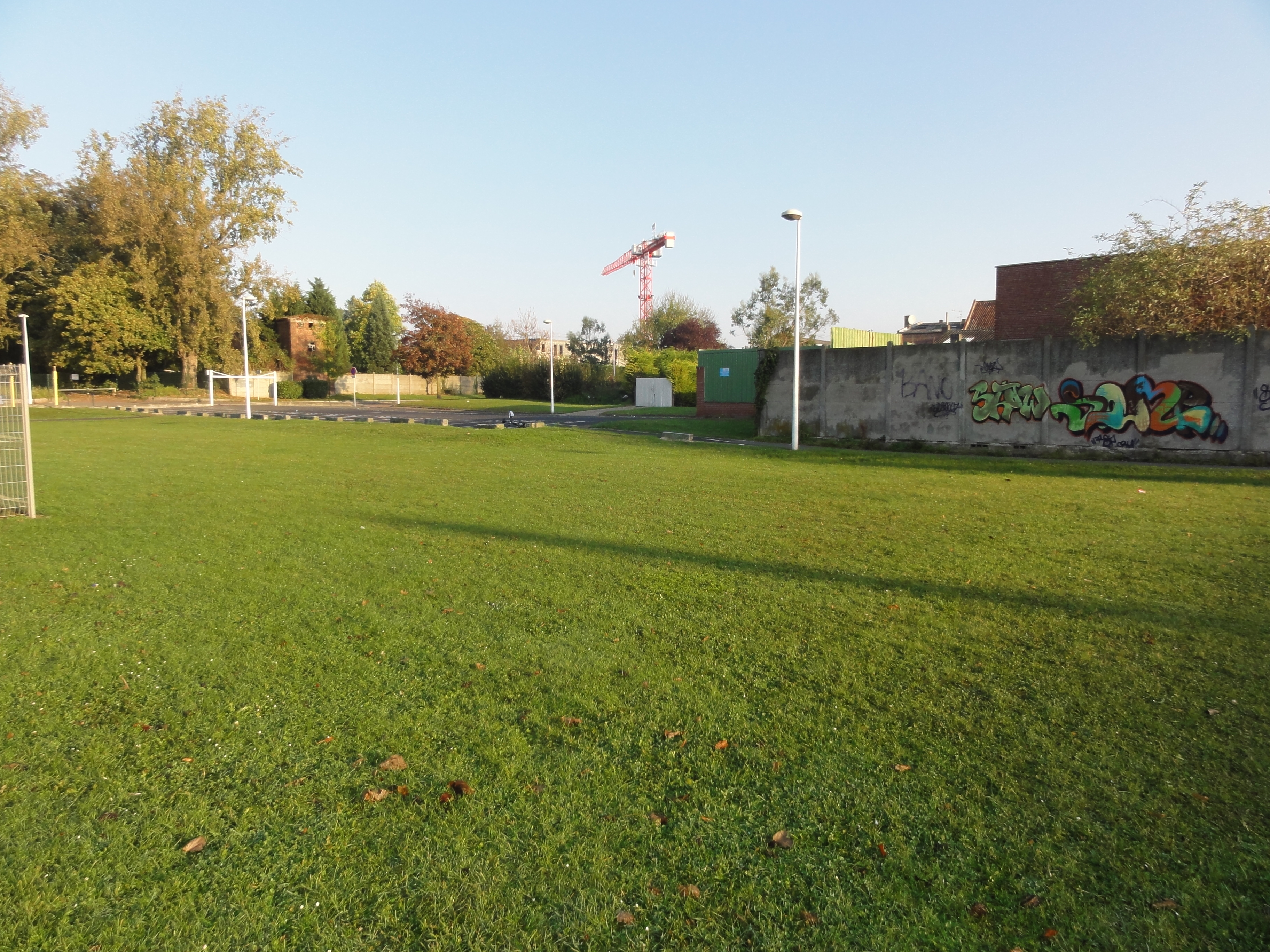
Le site du terril no 114A.

Le terril no 114, 13 d'Oignies Ouest, considéré comme disparu, situé à Carvin, était le terril plat de la fosse no 3 des mines de Carvin. Il a été exploité, et était initialement haut de douze mètres. Malgré tout, il conserve une partie importante de son volume.

### Terrilno114A, 13 d'Oignies Est
50° 29′ 25″ N, 2° 57′ 08″ E
Le terril no 114A, 13 d'Oignies Est, disparu, situé à Carvin, était le terril plat de la fosse no 3 des mines de Carvin. Il a été intégralement exploité.

## Les cités
Des corons ont été bâtis près de la fosse no 3.

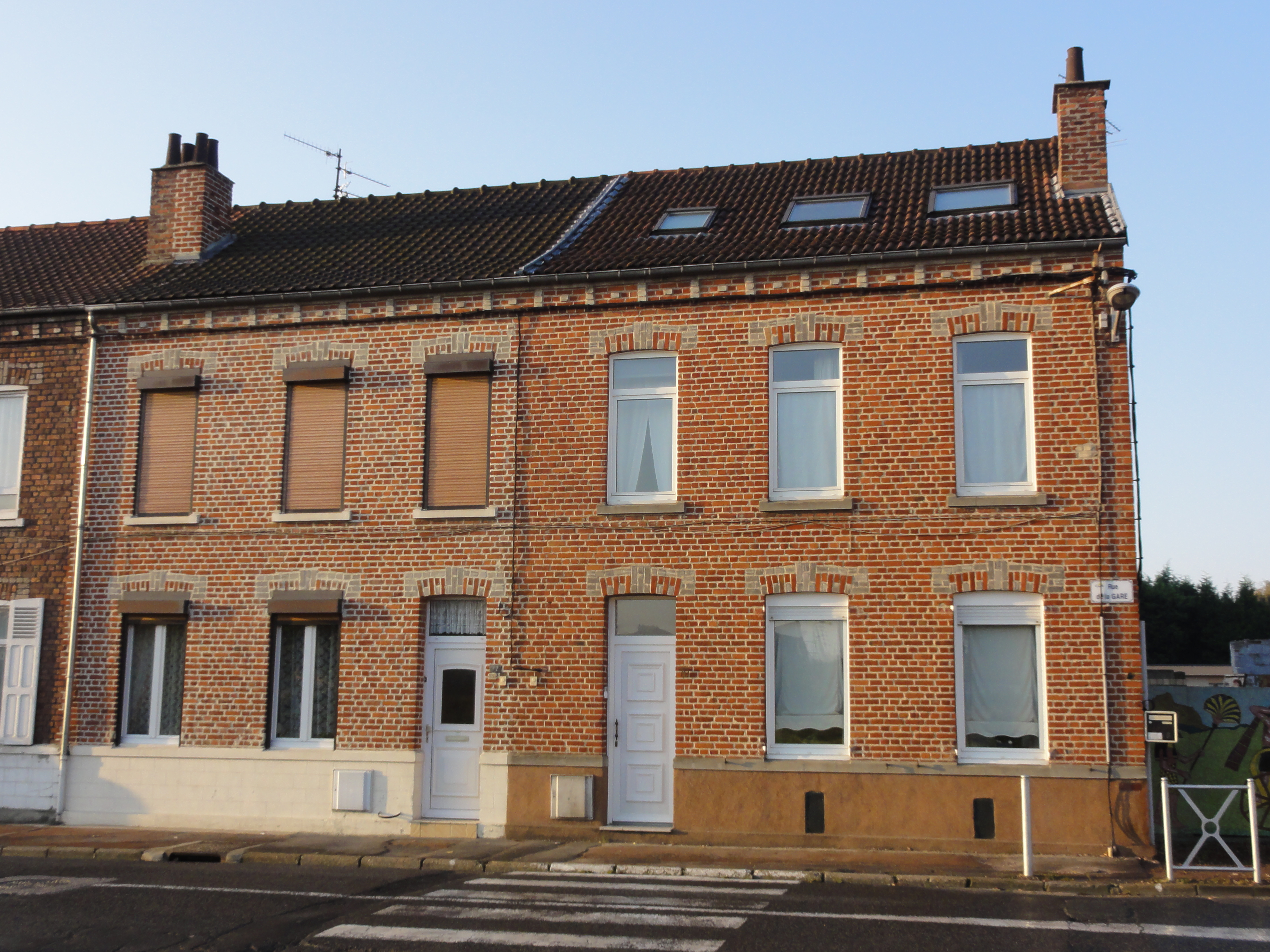
Un coron.
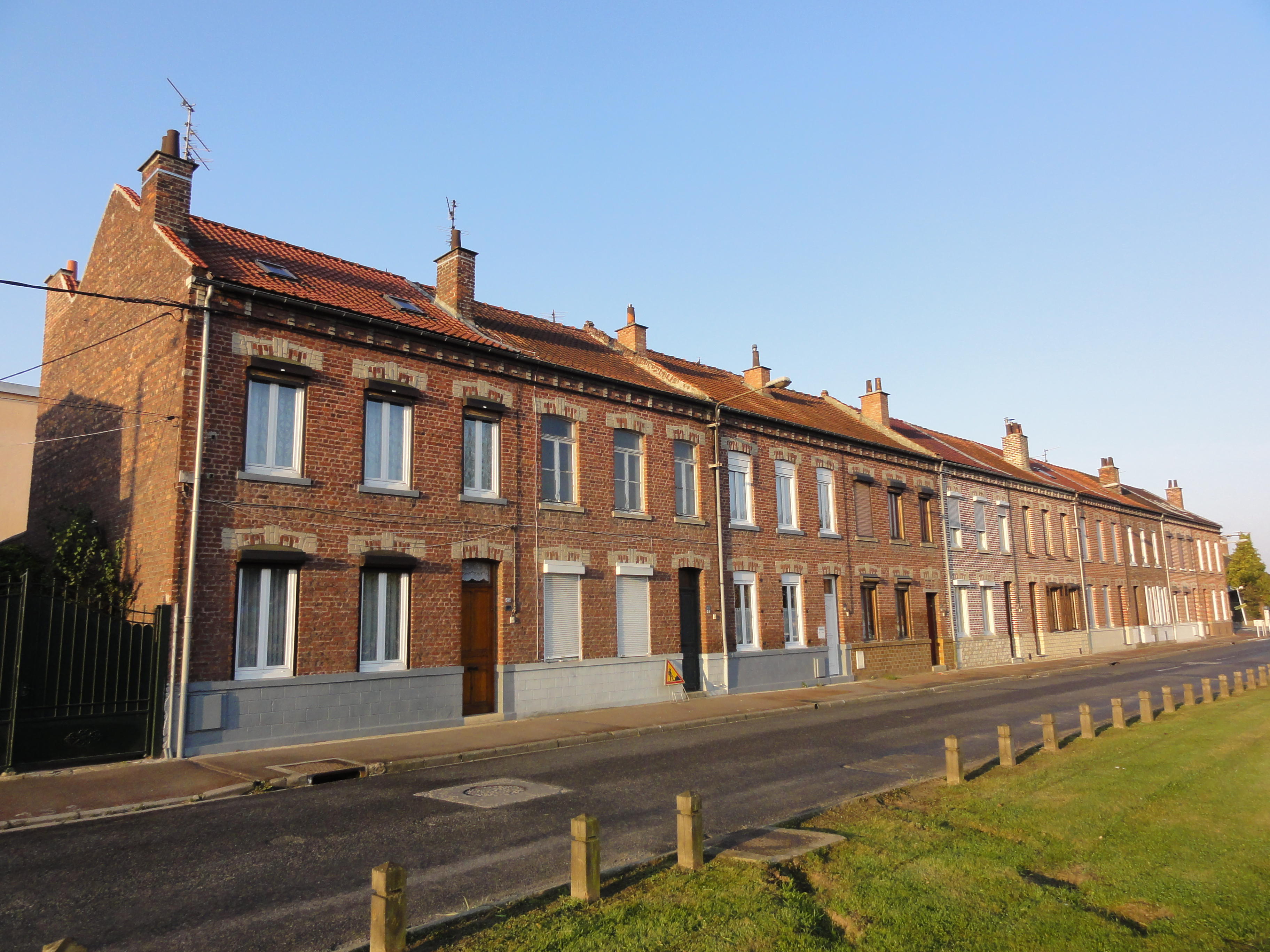
Un coron.
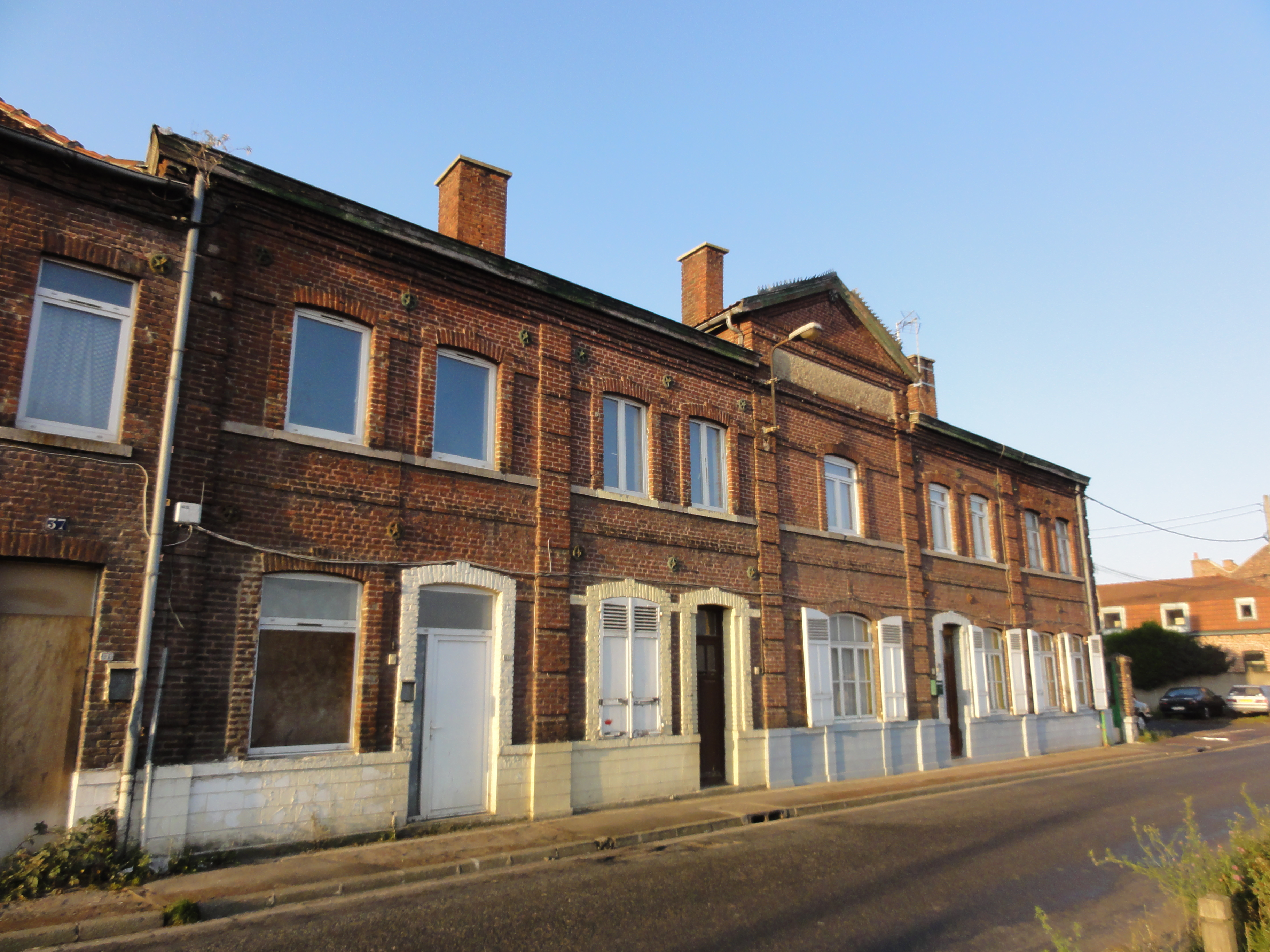
Un coron.
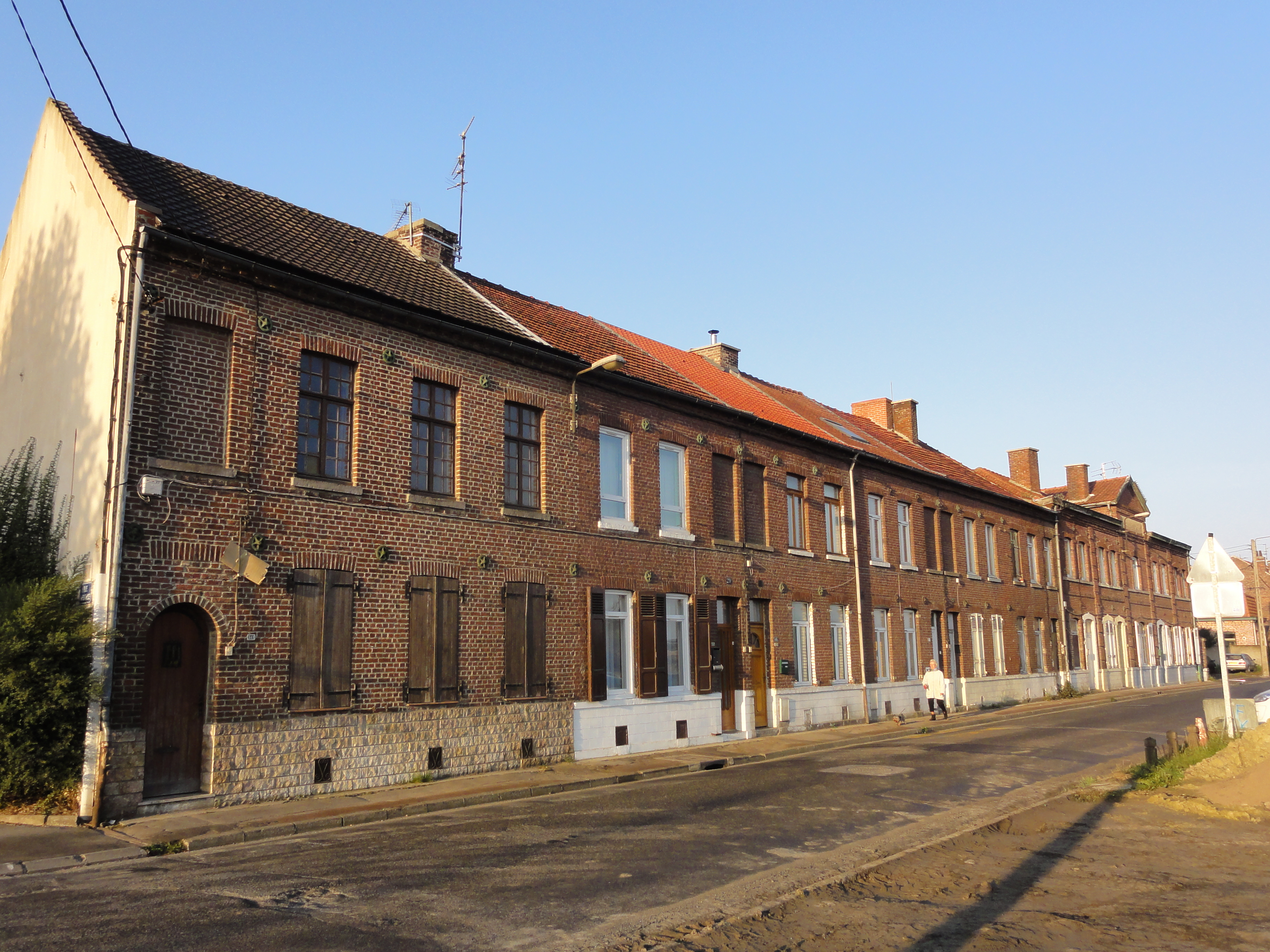
Un coron.
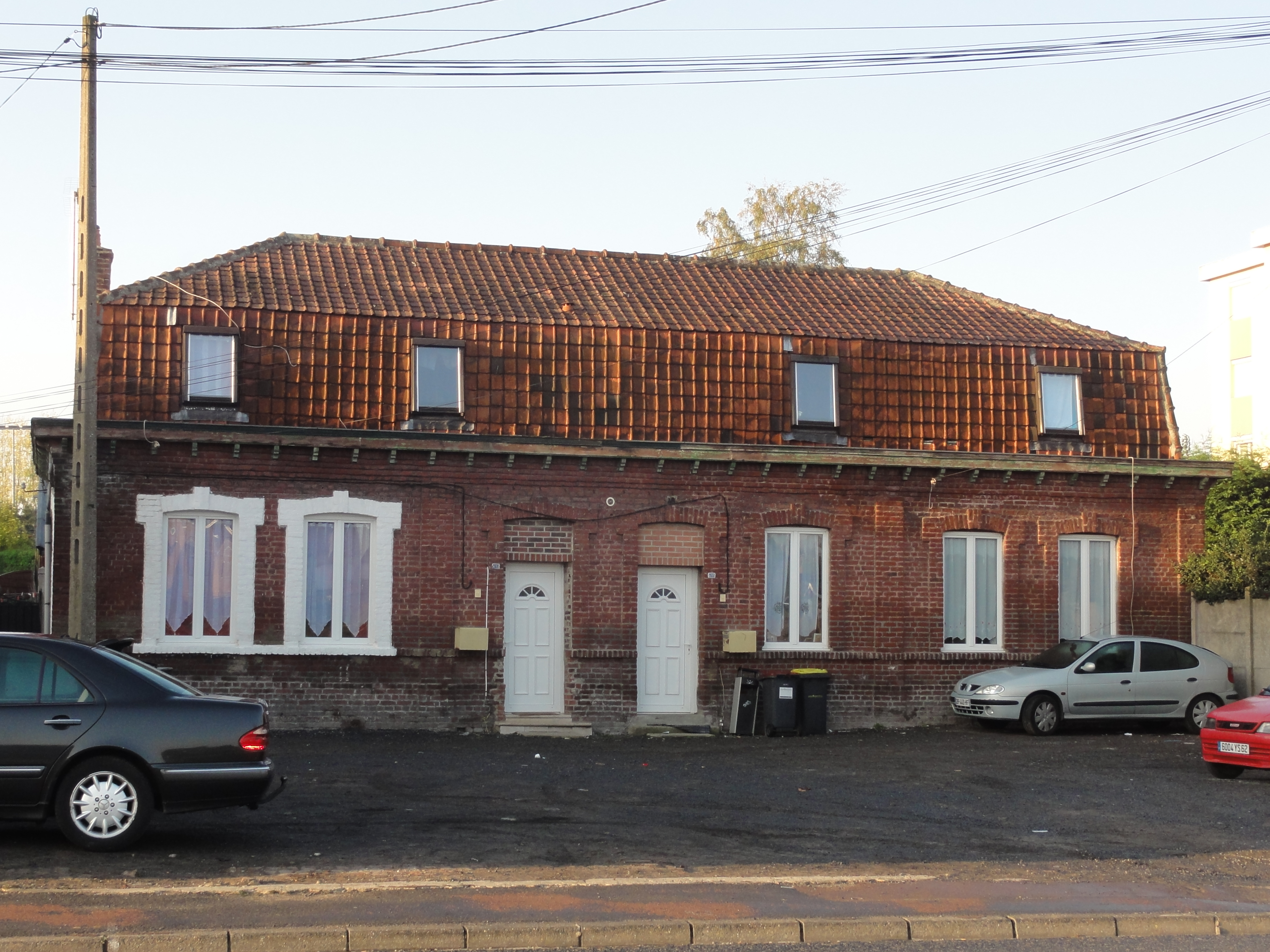
Des habitations groupées par deux.